# Élections législatives de 1936 dans le Finistère
Les élections législatives dans le Finistère ont lieu les dimanche 26 avril 1936 et 3 mai 1936. Elles ont pour but d'élire les députés représentant le département à la Chambre des députés pour un mandat de quatre années.

## Députés sortants
| Députés | Députés          | Parti              | Fonctions lors de l'élection en 1936                                                                              |
| ------- | ---------------- | ------------------ | --- |
|         | Hippolyte Masson | SFIO               | Conseiller général de Brest-3. Employé PTT.                                                                       |
|         | Émile Goude      | Soc.fr (ex SFIO)   | Conseiller général Brest-2. Commis de 3e classe à la construction.                                                |
|         | François Cadoret | Radical-socialiste | Conseiller général de Pont-Aven et maire de Riec-sur-Bélon. Ostréiculteur, Directeur d'une usine de conserve.     |
|         | Pierre Mazé      | Radical-socialiste | Conseiller général et municipal de Sizun. Secrétaire général du Parti radical-socialiste. Médecin                 |
|         | Pierre Pouchus   | Radical-socialiste | Maire de Penhars. Professeur au Lycée de Quimper.                                                                 |
|         | Jean Perrot      | Radical-socialiste | Conseiller d'arrondissement de Pont-Croix et maire d'Esquibien. Cultivateur. Croix de Guerre                      |
|         | Albert Le Bail   | Radical-socialiste | Adjoint au maire de Plonéour-Lanvern. Avocat à la Cour d'Appel de Paris. Croix de Guerre                          |
|         | Charles Daniélou | Rad.ind-G.rad      | Ancien Secrétaire d'État. Maire de Locronan. Poète, romancier.                                                    |
|         | Paul Simon       | PDP                | Ancien secrétaire de la Chambre. Avocat, Directeur du journal Le Démocrate.                                       |
|         | Pierre Trémintin | PDP                | Conseiller général et maire de Plouescat. Avocat.                                                                 |
|         | Vincent Inizan   | URD                | Maire de Kernouës. Créateur du Stud Book du cheval de trait breton. Cultivateur, Journaliste au Paysan de France. |

## Mode de scrutin
L'élection se fait au scrutin d'arrondissement, un mode uninominal majoritaire à deux tours. Il suit la loi du 21 juillet 1927
La circonscription pour l'élection est l'arrondissement, avec un seuil minimal de 40 000 habitants pour qu'il ne soit pas fusionné.
Le scrutin est individuel, chaque arrondissement élisant un député.
Les arrondissements qui ont plus de cent mille habitants sont divisés. Dans ce cas on élit un député par circonscription électorale crée.
Seul l'arrondissement de Quimperlé n'est pas divisé. Ceux de Brest et de Quimper sont séparés en trois circonscriptions; Châteaulin et Morlaix en deux.
L'article 3 précise qu'il faut réunir pour être élu au premier tour :
1. La majorité absolue des suffrages exprimés ;
2. Un nombre de suffrages égal au quart des électeurs inscrits.

Au deuxième tour la majorité relative suffit. En cas d'égalité c'est le plus âgé qui est élu.

## Résultat à l'échelle du département
| Partis         | Partis                                           | Premier tour | Premier tour | Deuxième tour | Deuxième tour | Sièges |
| Partis         | Partis                                           | Voix         | %            | Voix          | %             | Sièges |
| -------------- | ------------------------------------------------ | ------------ | ------------ | ------------- | ------------- | ------ |
|                | Parti républicain, radical et radical-socialiste | 25 614       |              |               |               |        |
|                | Section française de l'Internationale ouvrière   | 22 635       |              |               |               |        |
|                | Fédération républicaine                          | 38 506       |              |               |               |        |
|                | Socialistes indépendants                         | 60           |              |               |               |        |
|                | Parti communiste-SFIC                            | 13 218       |              |               |               |        |
|                | Union socialiste républicaine                    | 2 160        |              |               |               |        |
|                | Démocrate populaire                              |              |              |               |               |        |
|                | Radicaux indépendants                            | 14 062       |              |               |               |        |
|                | Divers                                           |              |              |               |               |        |
|                | Rép. de gauche                                   | 5 759        |              |               |               |        |
|                |                                                  |              |              |               |               |        |
| Inscrits       | Inscrits                                         |              | 100,00       |               | 100,00        |        |
| Votants        |                                                  |              |              |               |               |        |
| Abstentions    |                                                  |              |              |               |               |        |
| Blancs et nuls |                                                  |              |              |               |               |        |
| Exprimés       |                                                  |              |              |               |               |        |

## Résultat par arrondissement

### Arrondissement de Brest

#### 1recirconscription
Brest-1 regroupe les cantons de Brest-1, Brest-2 et Brest-3.
Émile Goude (Soc.fr) élu depuis 1928 ne se représente pas.
| Candidats      | Candidats          | Étiquette      | Premier tour | Premier tour | Deuxième tour | Deuxième tour |
| Candidats      | Candidats          | Étiquette      | Voix         | %            | Voix          | %             |
| -------------- | ------------------ | -------------- | ------------ | ------------ | ------------- | ------------- |
|                | Jean-Louis Rolland | SFIO           | 8 645        | 45,30        | 10 913        | 57,78         |
|                | Yves Jaouen        | PDP            | 5 637        | 29,54        | 7 944         | 42,06         |
|                | Jules Lullien      | Rad.ind        | 3 802        | 19,92        |               |               |
|                | André Le Roy       | Comm.          | 1 001        | 5,25         |               |               |
|                |                    |                |              |              |               |               |
| Inscrits       | Inscrits           | Inscrits       | 27 814       | 100,00       | 27 814        | 100,00        |
| Votants        | Votants            | Votants        | 19 343       | 69,54        | 19 106        | 68,69         |
| Abstention     | Abstention         | Abstention     | 8 471        | 30,46        | 8 708         | 31,31         |
| Blancs et nuls | Blancs et nuls     | Blancs et nuls | 258          | 1,33         | 220           | 1,15          |
| Exprimés       | Exprimés           | Exprimés       | 19 085       | 98,67        | 18 886        | 98,85         |

#### 2ecirconscription
Brest-2 regroupe les cantons de Daoulas, Ploudiry, Landerneau, Plabennec.
| Candidats      | Candidats         | Étiquette       | Premier tour | Premier tour | Deuxième tour | Deuxième tour |
| Candidats      | Candidats         | Étiquette       | Voix         | %            | Voix          | %             |
| -------------- | ----------------- | --------------- | ------------ | ------------ | ------------- | ------------- |
|                | Paul Simon *      | PDP             | 6 521        | 46,51        | 7 215         | 51,85         |
|                | Pierre Uchard     | Chemises vertes | 5 172        | 36,89        | 4 949         | 35,56         |
|                | Jean-Louis Rannou | Comm.           | 2 328        | 16,60        | 1 752         | 12,59         |
|                |                   |                 |              |              |               |               |
| Inscrits       | Inscrits          | Inscrits        | 18 125       | 100,00       |               |               |
| Votants        | Votants           | Votants         | 14 401       | 79,45        |               |               |
| Abstention     | Abstention        | Abstention      | 3 724        | 20,55        |               |               |
| Blancs et nuls | Blancs et nuls    | Blancs et nuls  | 148          | 1,03         |               |               |
| Exprimés       | Exprimés          | Exprimés        | 14 253       | 98,97        |               |               |

*sortant

#### 3ecirconscription
Brest-3 regroupe les cantons de Saint-Renan, Ouessant, Ploudalmézeau, Lannilis et Lesneven.
| Candidats      | Candidats        | Étiquette      | Premier tour | Premier tour |
| Candidats      | Candidats        | Étiquette      | Voix         | %            |
| -------------- | ---------------- | -------------- | ------------ | ------------ |
|                | Vincent Inizan * | URD            | 12 113       | 87,22        |
|                |                  |                |              |              |
| Inscrits       | Inscrits         | Inscrits       | 20 475       | 100,00       |
| Votants        | Votants          | Votants        | 13 888       | 67,83        |
| Abstention     | Abstention       | Abstention     | 6 587        | 32,17        |
| Blancs et nuls | Blancs et nuls   | Blancs et nuls | 1 775        | 12,78        |
| Exprimés       | Exprimés         | Exprimés       | 12 113       | 87,22        |

*sortant

### Arrondissement de Châteaulin

#### 1recirconscription
Chateaulin-1 regroupe les cantons de Crozon, Châteaulin, Faou et Pleyben.
| Candidats      | Candidats          | Étiquette        | Premier tour | Premier tour | Deuxième tour | Deuxième tour |
| Candidats      | Candidats          | Étiquette        | Voix         | %            | Voix          | %             |
| -------------- | ------------------ | ---------------- | ------------ | ------------ | ------------- | ------------- |
|                | Jean Crouan        | Conservateur-URD | 6 153        | 44,03        | 8 617         | 61,37         |
|                | Charles Daniélou * | Rad.ind-G.rad    | 3 108        | 22,24        | 5 358         | 38,16         |
|                | Louis Larvol       | URD-Ch. vertes   | 2 528        | 18,09        |               |               |
|                | Yves Le Lann       | SFIO             | 1 928        | 13,80        |               |               |
|                | Michel Le Signe    | Comm.            | 258          | 1,85         | 57            | 0,41          |
|                |                    |                  |              |              |               |               |
| Inscrits       | Inscrits           | Inscrits         | 19 139       | 100,00       | 19 138        | 100,00        |
| Votants        | Votants            | Votants          | 14 178       | 74,08        | 14 207        | 74,24         |
| Abstention     | Abstention         | Abstention       | 4 961        | 25,92        | 4 931         | 25,77         |
| Blancs et nuls | Blancs et nuls     | Blancs et nuls   | 203          | 1,43         | 166           | 1,17          |
| Exprimés       | Exprimés           | Exprimés         | 13 975       | 98,57        | 14 041        | 98,83         |

*sortant

#### 2ecirconscription
Chateaulin-2 regroupe les cantons de Carhaix, Châteauneuf-du-Faou et Huelgoat.
| Candidats      | Candidats            | Étiquette      | Premier tour | Premier tour | Deuxième tour | Deuxième tour |
| Candidats      | Candidats            | Étiquette      | Voix         | %            | Voix          | %             |
| -------------- | -------------------- | -------------- | ------------ | ------------ | ------------- | ------------- |
|                | Pierre Lohéac        | URD            | 5 128        | 41,79        | 7 099         | 55,50         |
|                | Hippolyte Masson *   | SFIO           | 4 318        | 35,19        | 5 684         | 44,44         |
|                | Guillaume Jaffrennou | Soc.USR        | 2 047        | 16,68        |               |               |
|                | Jean Le Guen         | Comm.          | 778          | 6,34         |               |               |
|                |                      |                |              |              |               |               |
| Inscrits       | Inscrits             | Inscrits       | 15 997       | 100,00       | 16 007        | 100,00        |
| Votants        | Votants              | Votants        | 12 361       | 77,27        | 12 872        | 80,42         |
| Abstention     | Abstention           | Abstention     | 3 636        | 22,73        | 3 135         | 19,59         |
| Blancs et nuls | Blancs et nuls       | Blancs et nuls | 90           | 0,73         | 81            | 0,63          |
| Exprimés       | Exprimés             | Exprimés       | 12 271       | 99,27        | 12 791        | 99,37         |

*sortant

### Arrondissement de Morlaix

#### 1recirconscription
Morlaix-1 regroupe les cantons de Morlaix, Lanmeur, Plouigneau, Saint-Thégonnec et Sizun.
| Candidats      | Candidats              | Étiquette      | Premier tour | Premier tour | Deuxième tour | Deuxième tour |
| Candidats      | Candidats              | Étiquette      | Voix         | %            | Voix          | %             |
| -------------- | ---------------------- | -------------- | ------------ | ------------ | ------------- | ------------- |
|                | Tanguy Prigent         | SFIO           | 6 605        | 43,37        | 6 705         | 43,24         |
|                | Pierre Mazé *          | Rad-soc        | 5 888        | 38,66        | 5 299         | 34,17         |
|                | Robert Debled          | URD-Ch. vertes | 2 586        | 16,98        |               |               |
|                | Louis Nédélec          | Comm.          | 151          | 0,99         |               |               |
|                | François-Louis Bourgot | Soc.ind-URD    |              |              | 3 503         | 22,59         |
|                |                        |                |              |              |               |               |
| Inscrits       | Inscrits               | Inscrits       | 18 984       | 100,00       | 18 942        | 100,00        |
| Votants        | Votants                | Votants        | 15 384       | 81,04        | 15 567        | 82,18         |
| Abstention     | Abstention             | Abstention     | 3 600        | 18,96        | 3 375         | 17,82         |
| Blancs et nuls | Blancs et nuls         | Blancs et nuls | 153          | 0,99         | 59            | 0,38          |
| Exprimés       | Exprimés               | Exprimés       | 15 231       | 99,01        | 15 508        | 99,62         |

*sortant

#### 2ecirconscription
Morlaix-2 regroupe les cantons de Taulé, Landivisiau, Plouescat, Plouzévédé et Saint-Pol-de-Léon.
| Candidats      | Candidats           | Étiquette           | Premier tour | Premier tour |
| Candidats      | Candidats           | Étiquette           | Voix         | %            |
| -------------- | ------------------- | ------------------- | ------------ | ------------ |
|                | Pierre Trémintin *  | PDP                 | 11 939       | 71,00        |
|                | Olivier Chevillotte | Conserv.-Ch. vertes | 2 680        | 15,94        |
|                | Yves Bohic          | Rép.G               | 1 551        | 9,22         |
|                | Pierre Tanguy       | Comm.               | 646          | 3,84         |
|                |                     |                     |              |              |
| Inscrits       | Inscrits            | Inscrits            | 22 379       | 100,00       |
| Votants        | Votants             | Votants             | 17 780       | 79,45        |
| Abstention     | Abstention          | Abstention          | 4 599        | 20,55        |
| Blancs et nuls | Blancs et nuls      | Blancs et nuls      | 964          | 5,42         |
| Exprimés       | Exprimés            | Exprimés            | 16 816       | 94,58        |

*sortant

### Arrondissement de Quimper

#### 1recirconscription
Quimper-1 regroupe les cantons de Quimper, Fouesnant, Briec et Concarneau.
| Candidats      | Candidats          | Étiquette      | Premier tour | Premier tour | Deuxième tour | Deuxième tour |
| Candidats      | Candidats          | Étiquette      | Voix         | %            | Voix          | %             |
| -------------- | ------------------ | -------------- | ------------ | ------------ | ------------- | ------------- |
|                | Pierre Guéguin     | Comm.          | 4 609        | 22,81        | 6 822         | 33,18         |
|                | Hervé Nader        | URD            | 4 558        | 22,56        | 7 411         | 36,04         |
|                | Pierre Pouchus *   | Rad-Soc        | 4 287        | 21,22        | 1 980         | 9,63          |
|                | Jean-Louis Yvonnou | Rép.G          | 4 208        | 20,83        | 4 348         | 21,15         |
|                | Georges Chauvel    | Rad.ind-Rép.G  | 2 543        | 12,59        |               |               |
|                |                    |                |              |              |               |               |
| Inscrits       | Inscrits           | Inscrits       | 24 058       | 100,00       | 24 055        | 100,00        |
| Votants        | Votants            | Votants        | 20 376       | 84,70        | 20 662        | 85,90         |
| Abstention     | Abstention         | Abstention     | 3 682        | 15,30        | 3 393         | 14,11         |
| Blancs et nuls | Blancs et nuls     | Blancs et nuls | 171          | 0,84         | 101           | 0,49          |
| Exprimés       | Exprimés           | Exprimés       | 20 205       | 99,16        | 20 561        | 99,51         |

*sortant

#### 2ecirconscription
Quimper-2 regroupe les cantons de Plogastel-Saint-Germain et de Pont-l'Abbé.
| Candidats      | Candidats                | Étiquette      | Premier tour | Premier tour |
| Candidats      | Candidats                | Étiquette      | Voix         | %            |
| -------------- | ------------------------ | -------------- | ------------ | ------------ |
|                | Jean Perrot *            | Rad-Soc-SFIO   | 7 003        | 52,86        |
|                | François Halna du Fretay | URD            | 4 771        | 36,01        |
|                | Jules Schemitt           | PDP            | 893          | 6,74         |
|                | Georges Goujon           | Comm.          | 522          | 3,94         |
|                | Hervé Losq               | Soc.ind-Auto.  | 60           | 0,45         |
|                |                          |                |              |              |
| Inscrits       | Inscrits                 | Inscrits       | 18 592       | 100,00       |
| Votants        | Votants                  | Votants        | 13 365       | 71,89        |
| Abstention     | Abstention               | Abstention     | 5 227        | 28,11        |
| Blancs et nuls | Blancs et nuls           | Blancs et nuls | 116          | 0,87         |
| Exprimés       | Exprimés                 | Exprimés       | 13 249       | 99,13        |

*sortant

#### 3ecirconscription
Quimper-3 regroupe les cantons de Douarnenez et de Pont-Croix.
| Candidats      | Candidats        | Étiquette      | Premier tour | Premier tour | Deuxième tour | Deuxième tour |
| Candidats      | Candidats        | Étiquette      | Voix         | %            | Voix          | %             |
| -------------- | ---------------- | -------------- | ------------ | ------------ | ------------- | ------------- |
|                | Jacques Quéinnec | URD            | 6 822        | 48,48        | 7 260         | 49,92         |
|                | Albert Le Bail * | Rad-soc        | 4 514        | 32,08        | 7 274         | 50,02         |
|                | Alain Signor     | Comm.          | 2 187        | 15,54        |               |               |
|                | Hervé Guirriec   | SFIO           | 550          | 3,91         |               |               |
|                |                  |                |              |              |               |               |
| Inscrits       | Inscrits         | Inscrits       | 17 426       | 100,00       | 17 431        | 100,00        |
| Votants        | Votants          | Votants        | 14 236       | 81,69        | 14 634        | 83,95         |
| Abstention     | Abstention       | Abstention     | 3 190        | 18,31        | 2 797         | 16,05         |
| Blancs et nuls | Blancs et nuls   | Blancs et nuls | 163          | 1,14         | 91            | 0,62          |
| Exprimés       | Exprimés         | Exprimés       | 14 073       | 98,86        | 14 543        | 99,38         |

*sortant

### Arrondissement de Quimperlé
Quimperlé regroupe l'ensemble des cantons de l'arrondissement de Quimperlé.
| Candidats      | Candidats          | Étiquette           | Premier tour | Premier tour | Deuxième tour | Deuxième tour |
| Candidats      | Candidats          | Étiquette           | Voix         | %            | Voix          | %             |
| -------------- | ------------------ | ------------------- | ------------ | ------------ | ------------- | ------------- |
|                | Louis Monfort      | Conserv.-Ch. vertes | 5 753        | 36,59        | 6 092         | 37,92         |
|                | Alain Le Louédec   | Rad.ind             | 4 609        | 29,31        | 5 670         | 35,29         |
|                | François Cadoret * | Radical-soc         | 3 922        | 24,94        | 4 301         | 26,77         |
|                | Joseph Lancien     | Comm                | 738          | 4,69         |               |               |
|                | Louis Daéron       | SFIO                | 589          | 3,75         |               |               |
|                | Jean Tréguier      | Soc.ind             | 113          | 0,72         |               |               |
|                |                    |                     |              |              |               |               |
| Inscrits       | Inscrits           | Inscrits            | 20 062       | 100,00       | 20 062        | 100,00        |
| Votants        | Votants            | Votants             | 15 968       | 79,59        | 16 166        | 80,58         |
| Abstention     | Abstention         | Abstention          | 4 094        | 20,41        | 3 896         | 19,42         |
| Blancs et nuls | Blancs et nuls     | Blancs et nuls      | 244          | 1,53         | 100           | 0,62          |
| Exprimés       | Exprimés           | Exprimés            | 15 724       | 98,47        | 16 066        | 99,38         |

*sortant

## Députés élus
| Députés | Députés            | Parti        | Fonctions lors de l'élection en 1936                                                                              |
| ------- | ------------------ | ------------ | --- |
|         | Tanguy Prigent     | SFIO         | Conseiller général Lanmeur, maire de Saint-Jean-du-Doigt. Agriculteur.                                            |
|         | Jean-Louis Rolland | SFIO         | Maire de Landerneau. Agent technique à l'Arsenal de Brest.                                                        |
|         | Jean Perrot *      | Rad-soc      | Conseiller d'arrondissement de Pont-Croix et maire d'Esquibien. Cultivateur. Croix de Guerre                      |
|         | Albert Le Bail *   | Rad-soc      | Adjoint au maire de Plonéour-Lanvern. Avocat à la Cour d'Appel de Paris. Croix de Guerre                          |
|         | Paul Simon *       | PDP          | Ancien secrétaire de la Chambre. Avocat, Directeur du journal Le Démocrate.                                       |
|         | Pierre Trémintin * | PDP          | Conseiller général et maire de Plouescat. Avocat.                                                                 |
|         | Pierre Lohéac      | URD          | Maire de Spézet. Cultivateur du Parti radical-socialiste. Médecin                                                 |
|         | Vincent Inizan *   | URD          | Maire de Kernouës. Créateur du Stud Book du cheval de trait breton. Cultivateur, Journaliste au Paysan de France. |
|         | Hervé Nader        | URD          | Hôtelier à Concarneau.                                                                                            |
|         | Louis Monfort      | Conserv.-URD | Conseiller municipal de Scaër. Secrétaire-Adjoint de la Chambre d'agriculture, Agriculteur.                       |
|         | Jean Crouan        | Conserv.-URD | Maire de Quéménéven. Notaire.                                                                                     |